# Lingkong Lu
Lingkong Lu (chiń. 凌空路站) – stacja metra w Szanghaju, na linii 2. Zlokalizowana jest pomiędzy stacjami Chuansha oraz Yuandong Dadao. Została otwarta 8 kwietnia 2010.